# Nghệ Pierre
Nghệ Pierre (danh pháp khoa học: Curcuma pierreana) là một loài thực vật có hoa trong họ Gừng. Loài này được François Gagnepain mô tả khoa học đầu tiên năm 1907. Mẫu định danh do R. P. Cadière thu thập gần Huế tháng 8 năm 1904 từ cây trồng để làm bột dong. Hình ảnh tiêu bản ký hiệu MNHN-P-P00950544 lưu giữ tại MNHN có tại đây. Các mẫu vật khác lưu giữ tại MNHN là MNHN-P-P02184084, MNHN-P-P02184085, MNHN-P-P02184086, MNHN-P-P02184087 do E. Poilane thu thập tương ứng vào ngày 21-9-1940, 21-9-1940, 29-5-1933 và 30-5-1933 ở cao độ 1.000-1.200 m tại Lahouan, Djiring, province du Haut Donaï (Di Linh, tỉnh Đồng Nai Thượng).

## Phân bố
Là một loại cây nhiệt đới bản địa từ đông bắc Thái Lan, Campuchia (Khu bảo tồn thiên nhiên Kulen Prum Tep), miền nam Lào và đông nam Việt Nam (Vườn quốc gia Lò Gò – Xa Mát, Khu bảo tồn thiên nhiên Bình Châu – Phước Bửu). Môi trường sinh sống là các trảng cỏ với cây họ Dầu (Dipterocarpaceae), ở cao độ 20–900 m.

## Mô tả
Cây nhỏ, cao 20 cm. Thân rễ nằm ngang, tỏa ra dưới nơ lá, kích thước cỡ ngón tay (đường kính ~1 cm), màu trắng, có vảy áp ép, rễ chùm, không mập. Lá 4-5, xếp thành 2 dãy, hình trứng-hình mác, đáy thuôn tròn-nhọn, đỉnh nhọn thon ngắn, uốn ngược, hai mặt nhẵn nhụi, dài 15–20 cm, rộng 6–8 cm, có bớt màu đỏ tía ở gân tại mặt trên phiến lá. Bẹ lá nhẵn nhụi, có rãnh (với cuống) dài 9–11 cm; lưỡi bẹ teo đi. Cành hoa bông thóc trung tâm, hình trứng, dài 8 cm, đường kính 4–5 cm, trong bẹ không cuống cụm hoa. Lá bắc màu hồng nâu hung, lõm, dài 3 cm, xếp lợp, đỉnh có đốm đỏ. Lá bắc mào 0. Đài hoa hình ống, 3 răng, nhẵn nhụi, răng gần đều, tù. Ống tràng thò ra, 2 lần dài hơn đài hoa, các thùy màu trắng, hình trứng-tù, thùy lưng hơi nhọn, rộng. Nhị lép thuôn dài 1,5 cm, đáy trắng, đỉnh tía hay hồng. Bao phấn mập, đáy rộng; các ngăn thẳng. Mô liên kết đỉnh có mào, đáy có 2 cựa hình chỉ, ngoằn ngoèo, cong vào trong. Cánh môi gần tròn hay bầu dục, đường kính 1,1-1,3 cm, đáy hơi thu hẹp, đỉnh khía răng cưa, màu trắng, gân dọc đường giữa màu đốm vàng. Bầu nhụy rậm lông mịn. Vòi nhụy nhẵn nhụi; đầu nhụy thưa lông rung.